# アントニ・ファン・レーウェンフック

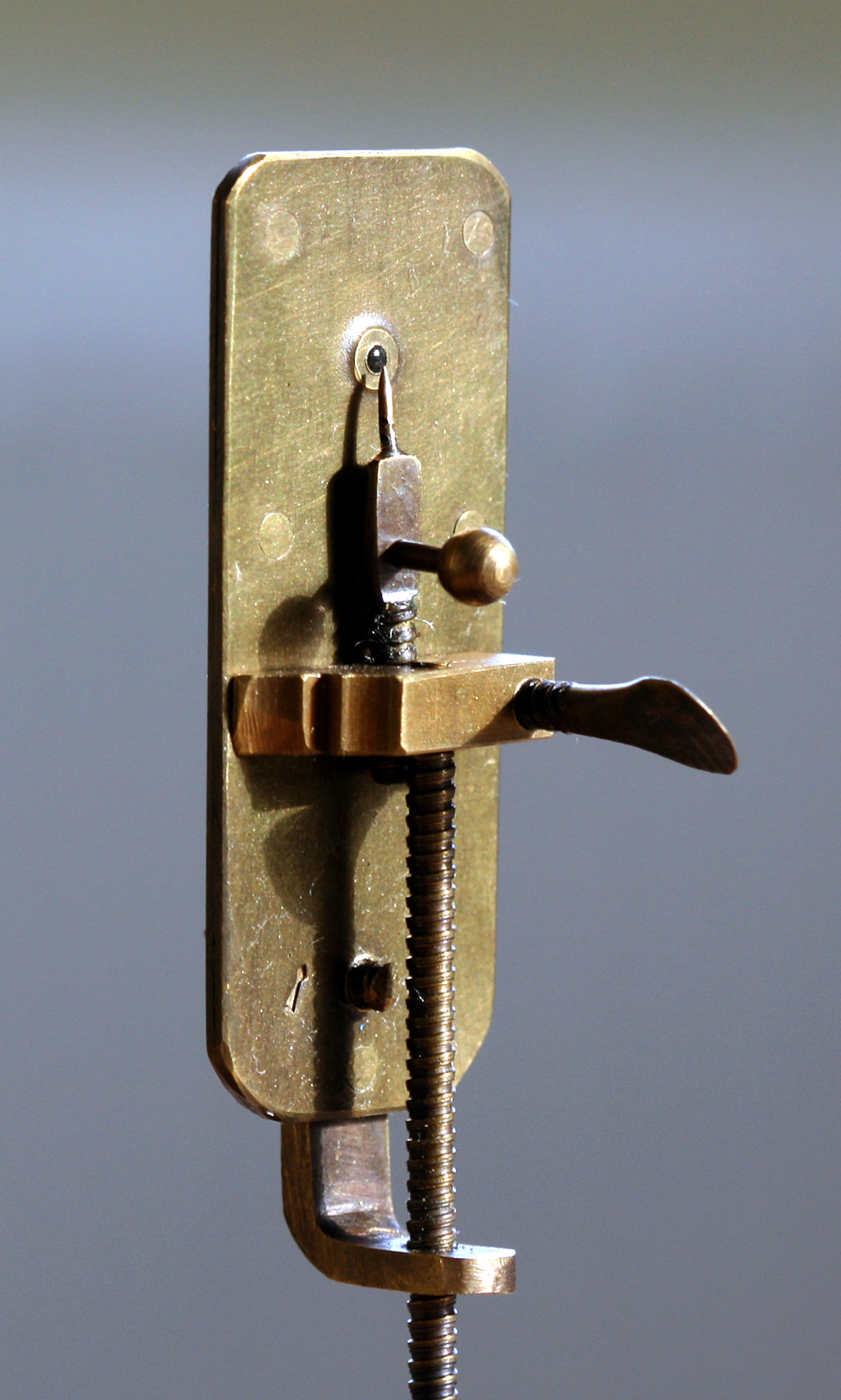
初期レーウェンフック型の顕微鏡（複製）

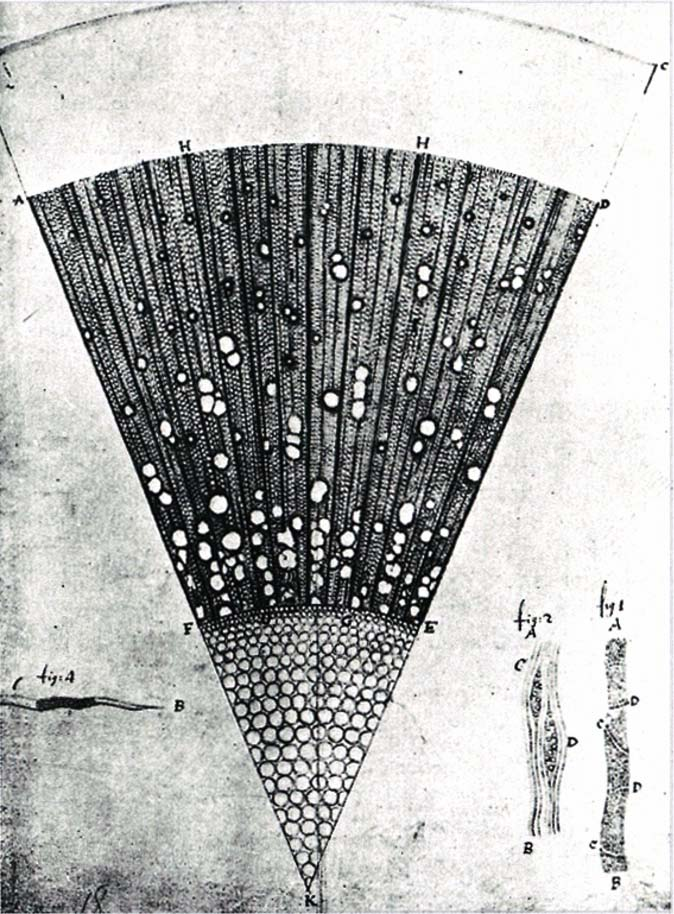
レーウェンフックによる顕微鏡観察スケッチ。トネリコ属の木質部。

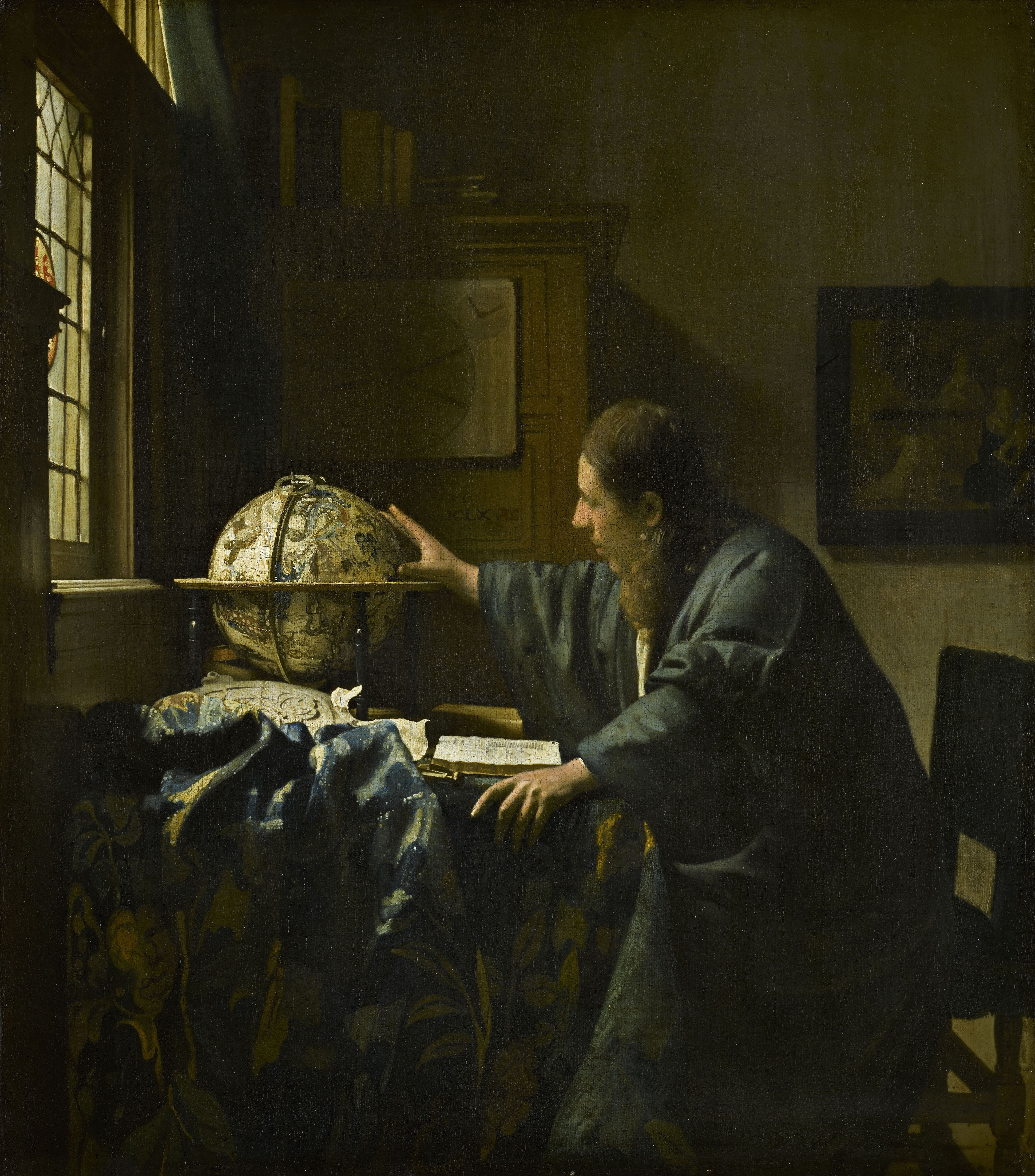
ヨハネス・フェルメール『天文学者』。レーウェンフックがモデルとされている。

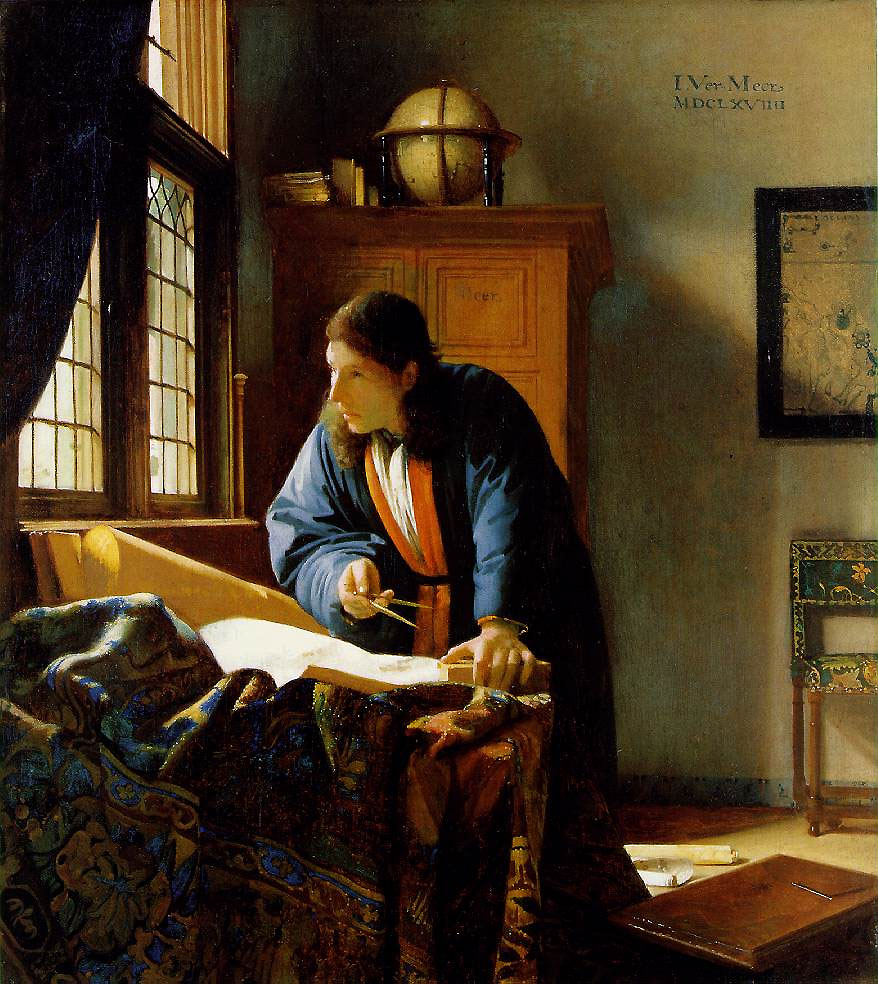
ヨハネス・フェルメール『地理学者』。同上。

アントーニ・ファン・レーウェンフック（レーベンフック、Antonie van Leeuwenhoek オランダ語発音: [ɑnˈtoːni vɑn  ˈleːuə(n)ˌɦuk] ( 音声ファイル)、1632年10月24日 - 1723年8月26日）はオランダの商人、科学者。歴史上はじめて顕微鏡により微生物を観察し、「微生物学の父」とも称せられる。

## 年譜
- 1632年10月24日 - ネーデルラント連邦共和国デルフト東端、ライオン門の角（これがLeeuwenhoekの名の由来である）の家で、籠作り職人フィーリップス・アントーニスゾーン・ファン・レーウェンフック（Philips Antonyszoon van Leeuwenhoek）の子として生まれる。
- 1648年（16歳） - 6年間はアムステルダムの織物商に奉公していた。
- 1654年（22歳） - デルフトに戻って醸造家の娘Barbaraと結婚し、織物商を営んだ。
- 1660年（28歳） - デルフトの役人（議会の管理官）としての職務を担う。
- 1666年（34歳） - 妻Barbaraが亡くなる。
- 1669年（37歳） - 測量士として公認されている。
- 1671年（39歳） - Barbaraの親戚Corneliaと再婚している。
- 1674年 - 微生物を発見する。
- 1675年（43歳） - 同郷の画家ヨハネス・フェルメールの遺産管財人となる[1][2]。
- 1677年 - 精子を発見する。
- 1679年（47歳） - ワイン計量官も務めている。
- 1680年 - ロンドン王立協会会員
- 1723年8月26日（90歳） - 気管支肺炎のため死去。

## 業績
レーウェンフックは専門的教育を受けていなかったが、自作の顕微鏡で生物学において重要な発見をした。織物商であった時に洋服生地の品質の判定のために虫眼鏡を使って生地の細部を見ていたためレンズの取り扱いの実務経験は豊富であった。レーウェンフックの顕微鏡は、径1mm程度の球形のレンズを、金属板の中央にはめ込んだだけの単眼式のものであった。試料を載せる針はねじ式に微調整できるようになっていた。生涯に作った顕微鏡の数は50にもなるとも言われる。それらを用いて身近なものを様々なものを観察して感動していた。この中には、当時の生物学者には知られていなかった新発見が多数含まれていたが、彼はそれらの成果を発表する場を持たなかった。
レーウェンフックの観察をロンドン王立協会に紹介したのは、デルフトの解剖学者ライネル・デ・グラーフが送った1673年の書簡が初めである。そのすぐ後にオランダの政治家・文筆家であるコンスタンティン・ホイヘンス（クリスティアーン・ホイヘンスの父）がロバート・フックに個人的に紹介の手紙を送っている。この年以降、継続的に王立協会に観察記録を送り続けた。彼は学問がなかったため、手紙の報告は日常的なオランダ語によるものであった。これを実験担当のフックが認め、ラテン語訳してレーウェンフック全集として発刊した。また、1680年に王立協会会員としても迎えられた。
1674年、バーケルス湖から採取した水を観察していたレーウェンフックはこれまで誰も報告したことのない奇妙な動く物体を発見。生物であるという証拠はなかったが、微小動物（animalcule、アニマルクル）と名付けた。このとき顕微鏡の倍率は約200倍に達していた。
しかし、肉眼で見えない小さな生物を実際に観察したのはレーウェンフックが初めてではなく、レンズを用いて小さな生物が観察できることは彼が生まれるよりも100年以上前から一部の人達の間では知られていた。1508年の記録ではヴェローナのアレクサンダー・ベネディクトゥスが「皮膚やチーズに小さな虫がいる」と記している。
彼はその強い好奇心で様々なものを覗き、それによって新しいものを発見したが、それだけではなく、鋭く批判的な観察眼で、観察したものを分析したことも重要である。当時、微細な昆虫は植物種子などから自然発生するものと考えられていたが、レーウェンフックは観察によりこれらの生物も親の産む卵から孵化することを発見した。また、彼が発見した微生物についても、砂粒との類推からその大きさを計算したり、微生物にも誕生や死があることを確認したりしている。
- 赤血球が毛細血管を通ることを示した

## レーウェンフックの顕微鏡
レーウェンフックは生涯50の顕微鏡を作ったとされ、現在彼の真作とされる顕微鏡はヨーロッパの博物館に9個残されている。1980年代にレンズ精度が調査され、分解能は1.2から4μmであった。8個の顕微鏡のうち5個が100倍以上、最高の倍率は266倍であった。観察記録から推察するなら実際には500倍　u m coilに達していただろうという説もある。レーウェンフックはレンズの製造技術を秘密にしたが、当初のガラスを研磨してレンズを作る製法から、細いガラス管 を加熱して先端を溶かして小球状にする方法を用いるようになった。

## 発言集
「前に述べた観察では、私は他の人達が思っているよりもずっと多くの時間を費やしましたが、それを楽しんでいます。なぜそんなに苦労するのですか？とか、何の役に立つのですか？とか聞く人には関心がありません。というのも、このような人々のために書いているのではなく、ただ学問をする人に対してだけ書いているからです。」
「彼らが、こんな発見が不可能だと、批判しているように、私は、自分の書いたことが他の人に受け入れられないことを心配してはいます。しかし、私はこのような反論に邪魔されません。無知なる人々のあいだでは、私のことを魔法使いだと言っていますし、私がこの世には存在しない物を見せているとも言っています。しかし彼らは許されるべきでしょう、彼らはよく知らないからです。」
「男の精子に生きた生命体があるということを大学全体として信じない所があります。しかし、このことは私は気にしていません。私は自分が正しいということをよく知っているからです。」

## トピック
2016年10月24日のGoogle Doodleは彼の生誕384年を記念したものとなった。